# Chemical Abstracts Service
Pour les articles homonymes, voir CAS.
Chemical Abstracts Service (CAS) est une division de l'American Chemical Society (ACS) qui produit un index (les Chemical Abstracts, littéralement les résumés de chimie) de la littérature scientifique concernant la chimie et les domaines apparentés. Les Chemical Abstracts, publiés dès 1907, sont l'index le plus long dans la littérature.
Pour tous les journaux de chimie ou d'intérêt pour la chimie, chaque article est lu et résumé en quelques lignes en anglais et les composés chimiques sont répertoriés, et ce depuis n'importe quelle langue.

## Recherche bibliographique avant l'avènement de l'informatique
Depuis 1907 jusqu'au début des années 1990, une recherche bibliographique en chimie se devait de passer par le Chemical Abstracts mais, pour des questions de coût et d'équipement, l'accès informatique à la base de données CAS ne s'est popularisé que pendant la deuxième moitié de la décennie 1990.
CAS entretient également le registre CAS, une base de données de substances chimiques significatives. Chaque substance de cette base de données reçoit un numéro CAS, et ces nombres sont souvent utilisés pour décrire de manière unique les substances chimiques. Les substances reçoivent de plus un nom d'index CA unique qui est construit en suivant des règles de nomenclature très strictes. Dans le but de faciliter la recherche de composés apparentés, le groupement fonctionnel le plus important de la substance est nommé en premier, suivi des modifications ; il y a quelques autres différences entre les noms d'index CA et la nomenclature de l'UICPA.
Les diverses bases de données créées par le CAS sont la propriété de CAS et vendues à des entreprises ou des bibliothèques universitaires. CAS est situé à Columbus.

## Nombre de substances chimiques recensées
En janvier 2017, le registre répertorie 126 183 668 substances différentes, organiques ou non organiques. En mai 2018 ce nombre était de 142 millions de substances chimiques.